# Пејтон Менинг
Пејтон Вилијамс Менинг (енгл. Peyton Williams Manning; Њу Орлеанс, 24. март 1976) бивши је играч америчког фудбала који је играо 18 сезона у НФЛ лиги на позицији квотербека. 1998. године као првог пика на НФЛ драфту бирали су га Индијанаполис колтси. Често се сматра једним од најбољих квотербекова свих времена, а уз два освојена Супербоула (по један са Индијанаполис колтсима и Денвер бронкосима) има и пет освојених награда за најкориснијег играча сезоне.